# Saul Zaentz
Saul Zaentz (28. února 1921, Passaic, New Jersey, USA – 3. ledna 2014, San Francisco, Kalifornie) byl americký filmový producent.
Po návratu z armády pracoval pro program jazzových koncertů Jazz at the Philharmonic. V roce 1955 získal podíl ve společnosti Fantasy Records. Později spolupracoval s režisérem Milošem Formanem. Je producentem několika jeho filmů, například Přelet nad kukaččím hnízdem (1975) a Amadeus (1984). Za oba tyto filmy získal Oscara za nejlepší film. Rovněž byl producentem dalších filmů, mezi které patří Nesnesitelná lehkost bytí (1988), Anglický pacient (1996) nebo Talentovaný pan Ripley (1999).